# Vimpelsill
Vimpelsill (Clupanodon thrissa) är en fiskart som först beskrevs av Carl von Linné 1758.  Vimpelsill ingår i släktet Clupanodon och familjen sillfiskar. Inga underarter finns listade i Catalogue of Life.